# Trachelas submissus
Trachelas submissus là một loài nhện trong họ Trachelidae.
Loài này thuộc chi Trachelas. Trachelas submissus được Willis J. Gertsch miêu tả năm 1942.